# Gadlia
Gadlia (en russe : Га́для) est un village russe du raïon d'Ola de l'oblast de Magadan, dans la région extrême-orientale de la Kolyma. Sa population s'élevait à 395 habitants au recensement de 2021.

## Géographie
Le village de Gadlia se situe dans l'oblast de Magadan, un oblast de la Sibérie du nord-est, en Russie extrême-orientale. La localité fait partie de la région de la Kolyma, et du district fédéral d'Extrême-Orient. Le village se trouve dans le raïon d'Ola, une subdivision de l'oblast.  
Gadlia, comme tout l'oblast de Magadan, se trouve dans le fuseau horaire MSK+8 (heure de Magadan). Le décalage horaire appliqué par rapport au temps universel coordonné est +10:00.

## Démographie
Recensements (*) et estimations de la population,,,,,
.
| 2002 * | 2010* | 2021* | - |
| ------ | ----- | ----- | - |
| 496    | 446   | 395   | - |

Concernant les ethnies, en 2002, sur les 496 habitants, il y avait 62 % de Russes.